# 張保仔洞
張保仔洞是传说中廣東著名海盜張保仔收藏一些寶物的山洞，多位於廣東外海、香港離島區，其中位於長洲的張保仔洞最著名，現已成為島上的旅遊景點。

## 分佈
清嘉庆年间，張保仔率领的红旗帮，以上川岛沙堤港为主基地，扼守琼洲海峡，控制了江門（上川岛、下川岛，赤溪半岛（今属大广海灣經濟區）），还有沙咀沿海，东至香港，西至广州湾的许多岛屿。据传当年张保仔藏宝地点众多，上川岛一带岛屿就有十几处，如盐灶、七盘山、马山、弓湾、石船咀、香炉洲和乌猪岛等。

#### 香港

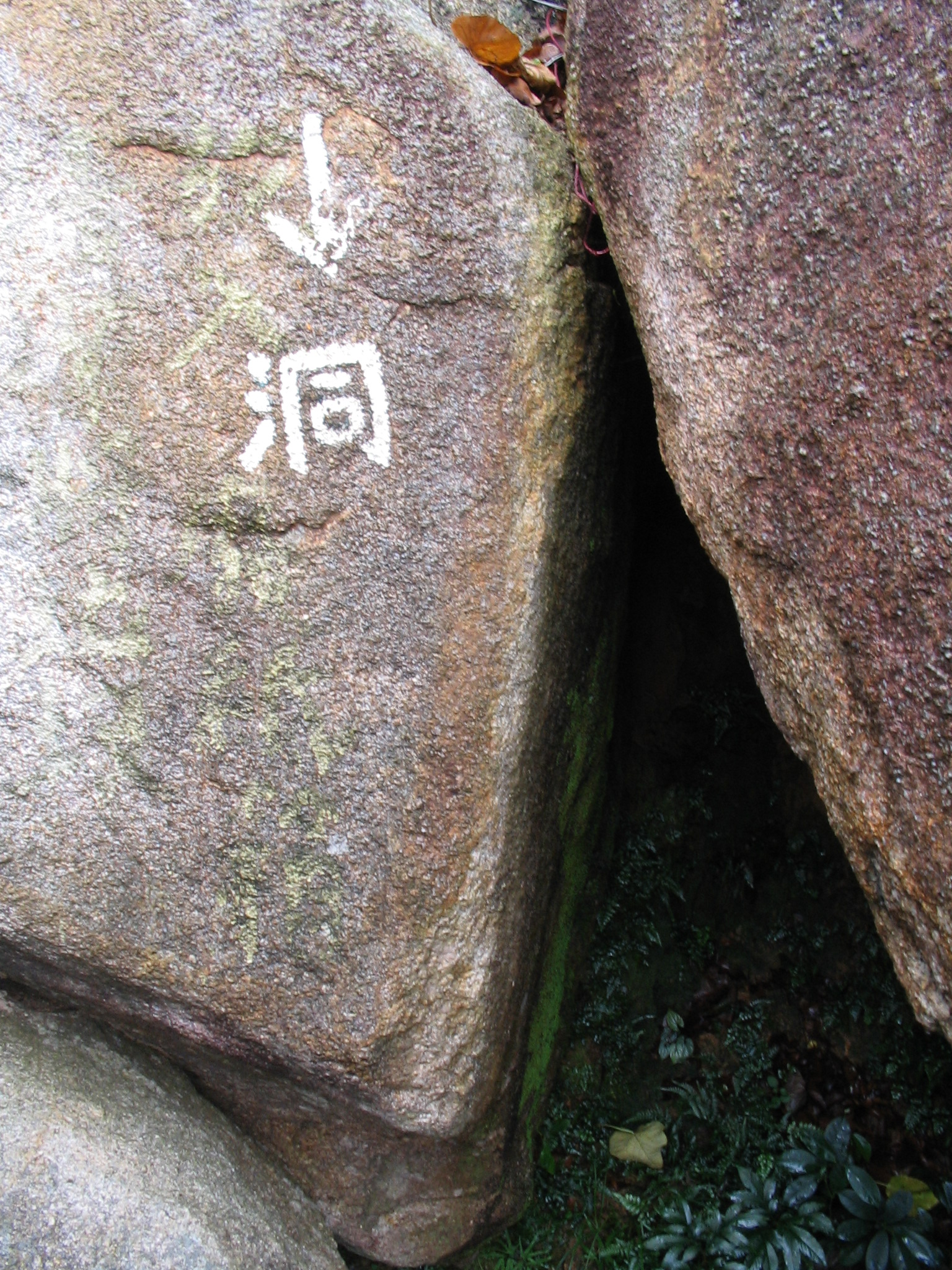
長洲張保仔洞

香港的張保仔洞其一在長洲西南部，洞口趭約10呎，洞穴由入口至出口全長約88米，洞內非常黑暗及狹窄，地面湿滑，又凹凸不平，但於近年已加設了鋼梯，方便遊客進出洞穴。
南丫島張保仔洞位於波蘿咀大洲肚灣，比長洲的大很多，深很多。1979年，南丫島建發電廠時張保仔洞被炸毀。
此外，塔門，舂坎角，赤洲，小交椅洲亦有張保仔洞。
張保仔是清代嘉慶年間的著名海盜，活躍於粵東一帶，後來獲朝廷招安。根據傳說，現於長洲西灣崖邊的一個天然山洞，乃當年張保仔躲避朝廷追捕的藏身之所，也是他收藏寶藏的秘密地點之一。這個被後人稱之為張保仔洞的山洞，現今已毫無寶藏的痕跡。由於洞身狹窄，僅可供一人通過，因此遊客須從洞的一邊進入，再由另一邊離開。而要進入山洞，遊客亦須沿鐵梯而下，並要帶備電筒以供照明。在2012年，因風雨侵蝕導致洞口上其中一塊大石滑下，令洞入口變得更窄，遊客須更加小心。
儘管有不少人認為張保仔洞僅為後人穿鑿附會，惟該洞已經成為了長洲一處著名名勝，不少人在提起長洲歷史時，也會提起張保仔洞。

## 列表
- 南沙龍穴島
- 台山對出大广海湾经济区上川岛
- 長洲西南部
- 小交椅洲
- 大埔對出赤洲
- 西環張保仔古道附近
- 香港島赤柱附近舂坎角
- 塔門
- 南丫島波蘿咀大洲肚灣（已炸毀） [5]

## 外部連結
- 張保仔洞| 香港旅遊發展局 - Discover Hong Kong （页面存档备份，存于）
- 長洲南環島遊（三）：張保仔洞 （页面存档备份，存于）